# تی کیث
برایتیویوس لیکیث چمبرز (به انگلیسی: Brytavious Lakeith Chambers) (متولد ۲۰ سپتامبر ۱۹۹۶)، معروف به تی کیث (به انگلیسی: Tay Keith)، تهیه‌کننده و ترانه‌سرای اهل ایالات متحده است.
در تاریخ ۱۵ دسامبر ۲۰۱۸، تی کیت لیسانس خود را از دانشگاه ایالتی تنسی (MTSU) دریافت کرد.
وی برای Sicko Mode در شصت و یکمین دوره از جوایز سالانه گرمی، نامزد بهترین آهنگ رپ شد.

## اوایل زندگی
بریتیویوس لیکیث چمبرز در ۲۰ سپتامبر ۱۹۹۶ در ساوت ممفیس تنسی متولد شد و در آنجا نیز بزرگ شد. او با مادر و پدرش بزرگ شد و دریافت که موسیقی نقطه قوت او خواهد بود. کیث از بین دو برادر و دو خواهرش کوچکترین عضو خانواده است.